# Пильщиков, Василий Дмитриевич
Василий Дмитриевич Пильщиков (1917—1991) — советский военнослужащий, контр-адмирал (1960), участник Великой Отечественной войны.
В Рабоче-крестьянской Красной Армии с 1939 года. Учился в Томском артиллерийском училище и был оставлен в нём на комсомольской работе. Член ВКП(б) с 1942 года. В июле 1944 года направлен в действующую армию. Воевал на 2-м Украинском фронте замполитом 4-го дивизиона 34-й тяжёлой миномётной бригады 30-й артиллерийской дивизии прорыва РГК. Участвовал в освобождении Чехословакии.
После войны окончил Военно-политическую академию имени В. И. Ленина. С начала 1952 года служил в политорганах Военно-Морского Флота СССР.
С 1974 года контр-адмирал В. Д. Пильщиков в отставке. Жил в Феодосии.

## Биография

### Ранняя биография
Василий Дмитриевич родился 3 января 1917 года в посёлке Старь ныне Дятьковского района Брянской области. Он был 12-м, самым младшим, ребёнком в семье.
Будучи активным пионером, избирался делегатом на I Всесоюзный пионерский слёт в Москве в 1929 году.
Окончил Дятьковский стекольно-керамический техникум в 1936 году. Работал учителем в школах Дятьково.

### На службе в РККА
В 1939 году был призван в армию. Один год отучился в Томском артиллерийском училище (с сентября 1939 года по сентябрь 1940 года). С сентября 1940 года по август 1942 года занимал должность ответственного секретаря бюро ВЛКСМ училища. За хорошую организацию работы комсомольской организации был награждён Грамотой ЦК ВЛКСМ. Затем до июня 1944 года был помощником начальника политотдела по работе среди комсомольцев. Параллельно в феврале 1944 года окончил артиллерийские курсы усовершенствования командного состава при ТАУ. За большую энергию, настойчивость в работе, широкую связь с массами и большую помощь подразделениям в выполнении приказов командования старший лейтенант В. Д. Пильщиков указом Президиума Верховного Совета СССР от 29 марта 1944 года был награждён орденом «Знак Почёта».

### На фронте Великой Отечественной войны
В действующей армии — с июля 1944 года, в должности заместителя командира 4-го дивизиона по политической части 34-й тяжёлой миномётной бригады 30-й артиллерийской дивизии прорыва РГК. Воевал на 2-м Украинском фронте. Отличился в ходе Братиславско-Брновской наступательной операции при форсировании реки Грон и освобождении города Брно. Был награждён орденом Красной Звезды. Начальник политотдела бригады гвардии подполковник И. К. Григорьянц отметил:

Во время боевых операций всегда находился на передовой линии и нередко вместе с пехотой. Хорошо организовал партполитработу в дивизионе. Пользуется авторитетом среди всего офицерского состава.
За время пребывания на фронте имя старшего лейтенанта В. Д. Пильщикова отмечалось в приказах ВГК. Боевой путь Василий Дмитриевич завершил в городе Будапеште.

### После войны
После окончания Великой Отечественной войны В. Д. Пильшиков продолжил службу в армии. Занимал должность заместителя начальника школы сержантского состава по политчасти 34-й (декабрь 1945 — март 1947), затем 16-й (март — август 1947) тяжёлых миномётных бригад. В июле 1951 года окончил артиллерийский факультет Военно-политической академии имени В. И. Ленина. Служил заместителем командира 3076-го запасного артиллерийского полка. В начале 1952 года направлен на службу в Военно-Морской Флот.

### Служба на Флоте
Службу в ВМФ В. Д. Пильщиков начал на Балтике. Занимал должности заместителя начальника политотдела органов управления 8-го ВМФ (январь 1952 — апрель 1953), начальника политотдела 1-й пулемётно-артиллерийской дивизии (апрель 1953 — май 1955) и заместителя начальника политуправления 8-го (затем Балтийского) ВМФ (май 1955 — декабрь 1956).

За время работы в должности заместителя начальника Политуправления прилагал усилия по изучению флота и особенностей партийно-политической работы на кораблях, возглавлял группы офицеров Политуправления по работе в соединениях, где оказывал серьёзную помощь командирам, политорганам, партийным и комсомольским организациям в выполнении требований ЦК КПСС и министра обороны по повышению боевой готовности кораблей и частей флота, укреплению единоначалия и воинской дисциплины. В работе проявляет принципиальность, высокую требовательность.— Из аттестации 1956 года.
Затем служил начальником политотдела (декабрь 1956 — август 1961) и членом Военного Совета (декабрь 1957 — август 1961) Камчатской, позднее Каспийской (июль 1962 — сентябрь 1966) военных флотилий. С сентября 1966 года по июль 1970 года занимал должность 1-го заместителя начальника политического управления Тихоокеанского флота. В 1963—1966 годах был депутатом Верховного Совета Азербайджанской ССР 6-го созыва.
Весной 1968 года контр-адмирал Пильщиков участвовал в дальнем походе крейсера «Дмитрий Пожарский», эсминца «Гордый» и большого противолодочного корабля «Стерегущий» к берегам Индии. В Цусимском проливе в память о героях Цусимского сражения за борт моряки опустили венок с надписью: «Вечная слава героям-морякам русского флота». В Индии наши моряки встречались с известными политическими и военными деятелями, фотографировались с киноактёром Раджем Капуром, принимали на кораблях индийских моряков.
С июля 1970 года контр-адмирал В. Д. Пильщиков — начальник политотдела — заместитель начальника по политчасти 31-го научно-исследовательского центра ВМФ в Феодосии.
В мае 1974 года Василий Дмитриевич вышел в отставку. Жил в Феодосии. В результате тяжёлой болезни лишился обеих ног, но продолжал вести активный образ жизни: занимался плаванием, водил машину с ручным управлением, работал на даче в Щёлкино.
Умер 2 апреля 1991 года в Севастополе.

### Семья
Жена — Лидия Михайловна Пильщикова.

## Награды
- Орден Отечественной войны 1-й степени (11.03.1985)[9];
- орден Трудового Красного Знамени (1967)[1];
- два ордена Красной Звезды (10.01.1946[6]; 1956[1]);
- орден «Знак Почёта» (29.03.1944)[5];
- медали;
- именное оружие (1967)[1];
- Грамота ЦК ВЛКСМ (1943)[5].

## Память
- Материалы о жизни контр-адмирала В. Д. Пильщикова представлены в экспозиции музея боевой славы города Дятьково Брянской области.
- Имя контр-адмирала В. Д. Пильщикова присвоено детскому объединению МОУЧ «Старская средняя школа Дятьковского района Брянской области»[10].

## Сочинения
- Пильщиков В. Д. Боевая готовность — главная задача партийных организаций // Морской сборник : журнал. — 1968. — № 1. — С. 42—46.

## Документы
- Общедоступный электронный банк документов «Подвиг Народа в Великой Отечественной войне 1941—1945 гг.» Дата обращения: 29 декабря 2015. Архивировано из оригинала 13 марта 2012 года.

Информация из карточки награждённого к 40-летию Победы о награждении орденом Отечественной войны 1 степени. Дата обращения: 29 декабря 2015. Архивировано 4 марта 2016 года.
Комплект наградных документов на орден Красной Звезды. Дата обращения: 29 декабря 2015. Архивировано 4 марта 2016 года.
Комплект наградных документов на орден «Знак Почёта». Дата обращения: 29 декабря 2015. Архивировано 4 марта 2016 года.